# Krawoder
Krawoder (bułg. Краводер) – wieś w Bułgarii, w obwodzie Wraca, w gminie Kriwodoł. Według danych szacunkowych Ujednoliconego Systemu Ewidencji Ludności oraz Usług Administracyjnych dla Ludności, 15 września 2023 roku miejscowość liczyła 947 mieszkańców.

## Osoby związane z miejscowością

### Urodzeni
- Wyrban Todorow – bułgarski piosenkarz
- Marin Botunski – bułgarski pisarz[2]